# Speech Debelle
 (novembre 2021).
Si vous disposez d'ouvrages ou d'articles de référence ou si vous connaissez des sites web de qualité traitant du thème abordé ici, merci de compléter l'article en donnant les références utiles à sa vérifiabilité et en les liant à la section « Notes et références ».
Pour les articles homonymes, voir Debelle.
Corynne Elliott, dite Speech Debelle, née en 1983 à Londres, est une rappeuse britannique. Elle est produite par le label anglais Ninja Tune, dans le regroupement de Big Dada.

## Biographie
Corynne a grandi dans la classe moyenne anglaise, élevée par sa mère seule à partir de l'âge de six ans. Elle commence à écrire dès neuf ans, et à rapper dès treize ans. À 19 ans, elle quitte le foyer familial pour vivre entre maisons d'amis et hôtels divers, restant tout de même en contact avec sa mère, qu'elle retrouve finalement après quatre ans d'errance. Elle commence alors à contacter des labels musicaux, rapidement repérée par Big Dada.

## Carrière
Son premier album Speech Therapy sort en France le 1er juin 2009. Trois singles paraissent en Grande-Bretagne : Searching, The Key et Go Then, Bye. Elle remporte le Mercury Prize Award 2009. Malheureusement, l'album ne rencontre pas le succès escompté et Speech Debelle quitte en novembre Big Dada, accusant le label d'une mauvaise gestion.